# Marie Kučerová (spisovatelka)
Marie Kučerová, rozená Pešková (10. října 1896 Smetanova Lhota – 11. června 1955 osada Vranice, Bor u Skutče[ve zdroji nenalezeno]) byla česká spisovatelka, překladatelka a tajemnice Ústředního spolku českých žen.

## Život
Rodiče Marie Kučerové byli Václav Pešek, krejčí a domkář ve Smetanově Lhotě a Františka Pešková, rozená Křenková. Měla staršího bratra Karla (* 5. dubna 1892). Jejím manželem byl Emil Kučera.[zdroj?]

## Dílo

### Próza
- Duše zmámené (román, Novina, edice Modrá knihovna, 1931)
- Temno na západě (román, Novina, 1933)
- Hledači

### Překlady
- Partyzáni ze Středohoří (autor Kosta Lambrev, překlad z bulharštiny; Naše vojsko, 1951)